# Coagulopatia
O termo coagulopatia refere-se, de uma maneira geral, a distúrbios da coagulação sanguínea.
Doenças relacionadas à coagulação do sangue incluem:
- Hemofilias
- Púrpuras
- Coagulação intravascular disseminada
- Trombofilias
- Doença de von Willebrand
- Distúrbios plaquetários, entre outros

## Referência
Provan, D. Oxford Handbook Of Clinical Haematology, Second Edition, 2004